# Henry Wager Halleck
Henry Wager Halleck, ameriški general, * 16. januar 1815, Westernville, New York, Združene države Amerike † 9. januar 1872, Louisville, Kentucky.